# Donja Orovica
Donja Orovica (cyr. Доња Оровица) – wieś w Serbii, w okręgu maczwańskim, w gminie Ljubovija. W 2011 roku liczyła 304 mieszkańców.